# Stana Tomašević
Stana Tomašević, Stana Tomašević-Arnesen (ur. 28 kwietnia 1921 w Barze, zm. 1983 w Belgradzie) – czarnogórska i jugosłowiańska nauczycielka, polityk i dyplomata.

## Życiorys
Była córką Petara Tomaševicia. W 1929 wraz z rodziną przeniosła się do Kosowa, w ramach akcji osadniczej organizowanej przez władze jugosłowiańskie. Uczyła się w Kragujevacu, Cetinju i w Sarajewie. W 1940 rozpoczęła pracę nauczycielki we wsi Vrulja k. Pljevlji. Po agresji niemieckiej na Jugosławię w kwietniu 1941 porzuciła pracę w szkole i razem z bratem Dušanem wstąpiła do partyzantki komunistycznej. Walczyła w batalionie Jovan Tomašević, a następnie w 4 brygadzie uderzeniowej. Od lipca 1941 członkini Komunistycznej Partii Jugosławii. Była jedną z pierwszych kobiet w Jugosławii, które pełniły funkcję komisarza politycznego. W 1944, kiedy przebywała w Drvarze, brytyjski fotograf wojskowy John Talbot wykonał jej serię zdjęć, które były potem rozpowszechniane na ulotkach propagandowych, ukazując zaangażowanie kobiet w ruchu oporu. W czasie wojny straciła brata Dušana, który poległ w czasie walk w Bośni. Dwukrotnie ranna, zakończyła wojnę w szpitalu partyzanckim, w randze pułkownika. Pełniła funkcję członka Komitetu Centralnej Związku Komunistycznej Młodzieży Jugosławii. W latach 1949–1959 zajmowała się edukacją w wydziale propagandy Komitetu Centralnego KPJ. W 1954 ukończyła studia na Wydziale Filozoficznym Uniwersytetu Belgradzkiego. 

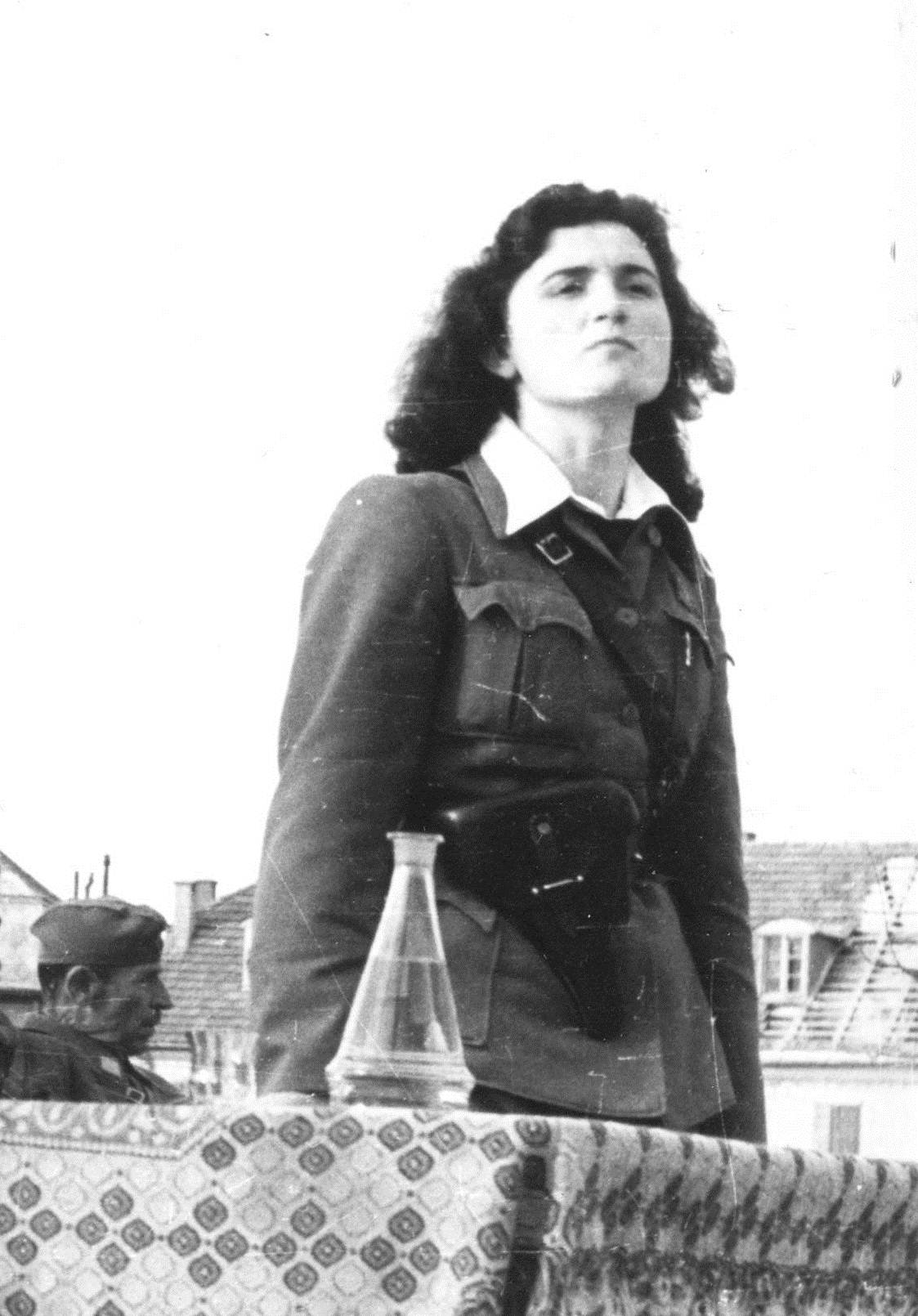
Stana Tomašević na mityngu w Niksiciu (1944)

Od 1963 w służbie dyplomatycznej, podobnie jak jej brat Nebojša Bata Tomašević. Była pierwszą w historii Jugosławii kobietą-ambasadorem. W latach 1963–1967 pełniła tę funkcję w Norwegii i w Islandii, a w latach 1974–1978 w Kopenhadze (Dania). W Norwegii poznała reżysera Eugena Arnesena, za którego wyszła za mąż. Zmarła na chorobę nowotworową.
Odznaczona Medalem Pamiątkowym Partyzantów 1941 i Orderem Braterstwa i Jedności 1 kl. Jej imię nosi jedna z ulic w Podgoricy. Pochowana w Belgradzie.